# Бонанза-Гіллс (Техас)
Бонанза-Гіллс (англ. Bonanza Hills) — переписна місцевість (CDP) в США, в окрузі Вебб штату Техас. Населення — 61 особа (2020).

## Географія
Бонанза-Гіллс розташована за координатами 27°47′41″ пн. ш. 99°28′10″ зх. д. / 27.79472° пн. ш. 99.46944° зх. д. (27.794768, -99.469502).  За даними Бюро перепису населення США в 2010 році переписна місцевість мала площу 2,88 км², уся площа — суходіл.

## Демографія
Згідно з переписом 2010 року, у переписній місцевості мешкало 37 осіб у 10 домогосподарствах у складі 10 родин. Густота населення становила 13 осіб/км².  Було 14 помешкання (5/км²).
Расовий склад населення:
| - 100,0 % — білих |

До двох чи більше рас належало 0,0 %. Частка іспаномовних становила 97,3 % від усіх жителів.
За віковим діапазоном населення розподілялося таким чином: 37,8 % — особи молодші 18 років, 56,8 % — особи у віці 18—64 років, 5,4 % — особи у віці 65 років та старші. Медіана віку мешканця становила 31,5 року. На 100 осіб жіночої статі у переписній місцевості припадало 85,0 чоловіків;  на 100 жінок у віці від 18 років та старших — 91,7 чоловіків також старших 18 років.
Цивільне працевлаштоване населення становило 55 осіб. Основні галузі зайнятості: будівництво — 29,1 %, роздрібна торгівля — 27,3 %, освіта, охорона здоров'я та соціальна допомога — 27,3 %.